# 市立湖西病院
市立湖西病院（しりつこさいびょういん）は、静岡県湖西市にある医療機関である。湖西市病院事業の設置等に関する条例（平成22年1月4日条例第30号）により設置された市立の病院である。病院の理念、モットーは「信頼・貢献」。地元住民からは「湖西病院」と呼ばれる事もある。

## 概要
- 1956年（昭和31年）末に、当時の浜名郡湖西町が「町立湖西病院」として開設。1969年（昭和44年）に総合病院の認定を受け「湖西総合病院」、1986年（昭和61年）からは新居町と共同で「湖西市・新居町広域施設組合」を立ち上げ「共立湖西総合病院」、その後2010年（平成22年）3月に湖西市と新居町が合併した為「市立湖西病院」と改称し現在に至る。湖西市と旧浜名郡新居町が合併する2010年（平成22年）3月22日迄は、新居町と共同で「湖西市・新居町広域施設組合」の一環として経営していた（消防署も同様）。
- 現在の病院は1989年（平成元年）に完成。旧病院は現在の病院のすぐ北側にあり、現在は駐車場となっている。1985年（昭和60年）に「浜名病院」が開業する迄は湖西市内で唯一の病院施設だった。
- 湖西市内のほぼ中央に位置する。
- 病棟は3階と4階に設置されており、4階の東病棟は女性専用である（現在は休止）。各病棟の診療科目は3階は西病棟（西3階病棟）が外科のみ、東病棟（東3階病棟）が小児科・整形外科・眼科・耳鼻科、4階は西病棟（西4階病棟）が内科・泌尿器科・循環器科、東病棟（東4階病棟）は産婦人科と内科・外科・泌尿器科・循環器科で診療を受けている女性患者専用となっている。2017年以降は東3・4階病棟は休止となっている為、西3・4階病棟のみが稼働している。
- 全国的な医師不足が深刻化した事から、当病院も例外無く、特に産科医が不足している事から、2007年（平成19年）8月以降無期限で分娩治療は休止している[1]。2023年現在も産科の再開の見込みは無い模様[注釈 1]。2008年（平成20年）には湖西市内に住んでいる妊婦が心筋梗塞で当病院にて診察を受けていた所、浜松市の県西部浜松医療センターを紹介され、そこで子供を出産して母子共に助かったというエピソードもある。
- 病院食は一般患者向けの食事の他、小児科の患児へは食物アレルギーにも配慮した食事、1997年（平成9年）頃から病棟の食堂を利用している入院患者限定で毎朝の朝食バイキングも提供されている。病室向けの食事は保温機能が付いたワゴンで食事が運ばれている。又、1994年（平成6年）頃から15時頃に牛乳やジュース等飲み物数種とフルーツ数種をそれぞれ選択出来るワゴンサービス、毎週木曜日の昼食には2種類の食事からの選択メニューも提供されている。
- 1992年（平成4年）頃より毎年2月・3月には医師・看護士等合同で研究発表会が行われている。

## 沿革
- 1956年（昭和31年）12月 - 町立湖西病院（当時は浜名郡湖西町）設立。木造2階建てで、診療科目は内科・小児科・産婦人科・皮膚泌尿器科・眼科・耳鼻科・理学療法科の8科、病床83床。1989年に現在の病院が完成する迄はエレベーターは設置されておらず、2階の病棟への患者の搬送はスロープを押して搬送していた。
- 1958年（昭和33年） - 結核病棟追加（61床）。
- 1969年（昭和44年）7月 - 総合病院に格上げされ「湖西総合病院」と改称。
- 1977年（昭和52年） - リハビリテーション設置。
- 1979年（昭和54年）4月 - 整形外科標榜。
- 1981年（昭和56年） - 東海地震で病院が倒壊する心配がある事から、市の総合計画で病院改築が立案される。
- 1986年（昭和61年）10月 - 浜名郡新居町と共同で「湖西市・新居町広域施設組合」が立ち上がり、「共立湖西総合病院」と改称。同年、放射線科にてCTスキャン導入。
- 1987年（昭和62年） - 放射線科にて血管撮影導入。旧病院が老朽化した為病院改築工事着工。
- 1988年（昭和63年） - 現在の病院完成に先駆けて胃部検診車導入。
- 1989年（平成元年）2月 - 現在の病院が完成[注釈 2]。地上4階建て、一般病棟のみで約200床。旧病院はその後取り壊され、約200台分の駐車場に整備された。2階に透析室、RC構造の4階建てになった事でエレベーター2機が新たに設置された。病棟は3階と4階に設置され、当初は東4階病棟は入院患者を収容せず分娩の為のスペースとして利用されていた（陣痛室・分娩室として利用、当時分娩後の産婦は3階東病棟に収容されていた）。当時の病棟は3階は西病棟が外科・耳鼻科・泌尿器科、東病棟が整形外科・小児科・産婦人科、4階は西病棟が内科・眼科、東病棟は陣痛室と分娩室という成り立ちであった。現病院完成と同時に耳鼻科・眼科が常勤化、泌尿器科が正式にスタート。
- 1990年（平成2年） - 院内保育所・看護宿舎・車庫が完成、4階東病棟の入院患者受け入れ開始（病床31床、産婦人科・泌尿器科）。同年病棟体制が変更され、西3階病棟は外科・耳鼻科、東3階病棟が整形外科・小児科・眼科、西4階病棟が内科のみ、東4階病棟が産婦人科・泌尿器科に改編。
- 1991年（平成3年） - 再診が予約制となる。
- 1993年（平成5年） - 院外処方箋が開始され、近隣の薬局でも当病院の薬品を処方出来る様になった。
- 1994年（平成6年） - 健診センターオープン、放射線科にMRI導入、呼吸器、循環器、消化器各科・皮膚科・内科分野に神経内科、外科分野に脳神経外科標榜。西4階病棟が内科・循環器科・泌尿器科に改編、3階西病棟は耳鼻科が東3階病棟に移り外科のみに。オーダリングシステム開始。
- 1996年（平成8年） - 4つある病棟の内、分娩室が設置されている東4階病棟を女性専用化（病床43床）。内視鏡センター設置、CTスキャンの設備を更新。院内売店を改装。その他、各病棟も小変更が行われ、壁面の色の変更や看護士達の制服も白からピンク色に変更[注釈 3]、全ての病室に於いて冷蔵庫とテレビが個別に設置された。
- 1997年（平成9年） - 肛門科・老年科標榜、理学療法科をリハビリテーション科と改称、処方箋が全て院外で行われる様になった。担当看護士制実施。
- 1998年（平成10年） - 正面玄関を自動回転式ドアに変更、駐車場が手狭になった事から駐車場を拡大し、約300台分に。トータルオーダリングシステム開始。
- 1999年（平成11年） - 精神科（心のケア）標榜。1階の各科外来診察室周辺に市民ギャラリー新設。
- 2004年（平成16年） - 1階の受付ホール改装、同年より院内全面禁煙。
- 2005年（平成17年） - 正面玄関に設置されていた自動回転ドアが前年、東京・六本木ヒルズの回転ドアの事故の影響で廃止され通常の自動ドアに変更。
- 2007年（平成19年） - 形成外科標榜、産科医に於いて医師不足が深刻化した為産科業務を無期限休止、分娩室がある東4階病棟も休止。
- 2008年（平成20年） - 2階手術室の側に設置されていた人工透析室が手狭になった為血液透析センターが着工。
- 2010年（平成22年） - 血液透析センター設置、湖西市と新居町が合併した為「市立湖西病院」と改称。
- 2013年 - 地方公営企業法が全面適用される。
- 2017年 - 病床数196床に変更。

## 診療科目
- 内科
  - 神経内科
- 外科
  - 脳神経外科
  - 形成外科
- 整形外科
- 小児科
- 産婦人科
- 泌尿器科
- 皮膚科
- 眼科
- 耳鼻科
- 理学療法科
- 呼吸器科
- 消化器科
- 循環器科
- 放射線科
- 精神科

## 各階の施設
- B1階:ボイラー室、厨房、霊安室
- 1階:正面玄関、受付、レストラン、売店、各科外来診察室、救急処置室、医事課
- 2階:中央手術室、中央材料室、講堂、総務課、医局、院長室、図書室
- 3階:東3階病棟、西3階病棟、NICU
- 4階:東4階病棟、西4階病棟、新生児室、分娩室
- 屋上:洗濯室

## 近隣の主な施設・商店
- FDK湖西工場
- ユニバンス本社工場
- ジェイテクトコラムシステム本社工場
- 矢崎総業湖西工場
- 湖西市立鷲津保育所・幼稚園・小学校・中学校
- 静岡県立湖西高等学校
- 湖西市役所
- 湖西警察署
- 湖西市健康福祉センター
- 湖西市立中央図書館
- 湖西市消防本部・湖西市消防署
- 湖西郵便局
- 浜名湖自動車学校
- 浜名湖スイミングスクール
- 遠鉄ストア湖西店
- ザ・ビッグ湖西店（イオンタウン湖西）
- ナフコ湖西店
- ケーズデンキ湖西店
- クックマート浜名湖西店
- ジャンボエンチョー湖西店
- バロー湖西店
- NTT電話塔跡地
- 浜名湖競艇

## 近隣の主な薬局・薬店
- ジップドラッグ湖西鷲津店
- ジップドラッグシーズ浜名新居店
- 杏林堂鷲津店・新所原駅南店・新居店
- メディックス鷲津薬局
- サンレイク21
- ウエルシア湖西新所原店・湖西新居店

## 交通アクセス
- JR東海東海道本線鷲津駅下車、徒歩10分。
- 湖西市コミュニティバス（コーちゃんバス）新居鷲津線・岡崎鷲津線・白須賀鷲津線・知波田入出線・鷲津循環線（東回り）で「湖西病院」下車。JR東海道線鷲津駅からバスで約5分。

## 移転問題
現在の病院は1989年に完成・診療開始して築30年以上経過している事で建物や設備等の老朽化も進んでいる為、2023年12月に当病院の移転新築を本格的に検討し始めた。2024年を目途に移転候補地等の基本構想を策定する見込み。